# Frank Leslie's Illustrated Newspaper
Frank Leslie's Illustrated Newspaper, rebaptisé Leslie's Weekly en 1891, est un magazine littéraire et d'information illustré américain fondé en 1855 et publié jusqu'en 1922. Il fut l'un des périodiques créés par l'éditeur et illustrateur Frank Leslie. Tout au long de son existence, le Weekly proposa à ses lecteurs, des reportages illustrés.

## Journalistes et correspondants
- Helen Johns Kirtland
- Henry Bacon, lors de la Guerre de Sécession